# Ло Біньван
Ло Біньван (*640 — †29 грудня 684) — китайський державний діяч та поет часів династії Тан, один з чотирьох великих поетів ранньої Тан.

## Життєпис
Походив з заможної родини Ло із сучасної провінції Чжецзян. Народився в області Чу в сучасній провінції Шаньдун. Отримав гарну освіту. З 6 років почав складати вірші. Замолоду поступив на службу до Лі Янціна, князя Дао. З 665 до 670 року працював у центральному уряді в Чан'ані. За критику імператриці У Цзетянь його було заслано до штату Пей Синьцзяня, військового очільника префектури Тао (сучасна область Цинхай). Незабаром Ло Біньвана переводять секретарем окружного уряду Чан'ані. У 678 році його було запроторено до в'язниці. Втім у 679 році звільнено. В цей час після смерті імператора Гао-цзуна владу захопила його вдова У Цзетянь. За імператора Чжун-цзуна намагався надати пропозиції щодо поліпшення державного керування. Проте не отримав схвальної відповіді. Незабаром після цього владу остаточно захопила У Цзетянь, оголосивши про створення нової династії Чжоу. У 684 році Ло Біньвана було призначено головним секретарем до округу Лінхай. Тут він приєднався до Лі Цзінь'є 李敬業, князя Ін, представника династії Тан, що повстав проти У Цзетянь. Втім повстанці були розбиті, а 29 грудня того ж року Ло Біньвана було страчено.

## Творчість
Складав вірші у жанрі ши. Відомо близько 10 книг віршів. Найбільш відомим є «Ода до Гусака», «Розставання біля річки Ішуй» та «Ода до Цикади». Також є автобіографічні вірші.